# Сокрутовка
Сокрутовка — село в Ахтубинском районе Астраханской области России. Является административным центром Сокрутовского сельсовета.

## География
Село находится в северо-восточной части Астраханской области, на границе Волго-Ахтубинской поймы и степной зоны, на расстоянии примерно 44 километров (по прямой) к юго-востоку от города Ахтубинск, административного центра района. Абсолютная высота — 14 метров ниже уровня моря.

Климат умеренный, резко континентальный. Характеризуется высокими температурами летом и низкими — зимой, малым количеством осадков, а также большими годовыми и летними суточными амплитудами температуры воздуха.

## История
Сокрутовка была основана в 1822 году путем переселения войсковых обывателей из Воронежской губернии.
В «Списке населенных мест Российской империи» 1859 года село упомянуто как казенный хутор Сукрутов Черноярского уезда (1-го стана), при реке Ахтубе, расположенный в 37 верстах от уездного города Черного Яра (ныне село в Черноярском районе). В Сукрутове насчитывалось 124 двора и проживало 1048 человек (488 мужчин и 560 женщин). Имелся православный молитвенный дом.
С 1880 года началось массовое отселение крестьян Голиковых, Зражевских, Браташовых, Жуковых, Бенда, Кротовых и др. на Уильские ярмарки в Уильское укрепление Уральской обл. Ныне пос. Уил Уилского района Актюбинской обл. Республика Казахстан.
В 1930 году в селе был организован колхоз имени Дзержинского.
В 1934 году было создано государственное предприятие — «Лесодекоративный питомник», преобразованное в 1950-е годы в садово-питомнический совхоз «Владимировский», основной специализацией которого было выращивание саженцев плодовых деревьев.

## Население
| 2002 | 2010 |
| ---- | ---- |
| 893  | ↘826 |

По данным Всероссийской переписи, в 2010 году численность населения села составляла 826 человек (412 мужчин и 414 женщин).

## Инфраструктура
В селе функционируют основная общеобразовательная школа, детский сад, отделение Почты России, фельдшерско-акушерский пункт, дом культуры и 3 магазина.

## Улицы
Уличная сеть села состоит из 10 улиц и 3 переулков.